# Distretto di Ban Dung
Il distretto di Ban Dung (in thailandese: บ้านดุง) è un distretto (amphoe) della Thailandia, situato nella provincia di Udon Thani.